# Códices Techialoyan
Los códices Techialoyan son un grupo de códices nahuas coloniales, cuyos textos fueron escritos con caligrafía y alfabeto europeo pero mayoritariamente en idioma náhuatl. Son originarios del centro de México y fueron realizados en la época colonial. Tienen por característica principal tener como temática el otorgamiento o refrendo de los derechos de propiedad de los pueblos o de mando de los caciques locales sobre las tierras que poseían en los tiempos prehispánicos por parte de la corona española por medio de Hernan Cortes el cual es nombrado en varios de ellos como El Marquez.
Estos códices abarcan gran cantidad de pueblos de los valles de México, Cuautitlán y sobre todo de Toluca, así como del estado de Tlaxcala, entre los cuales  desde los trabajos de Federico Gómez de Orozco pasando por los de Robert  Barlow  y otros se han llegado a sumar más de 50,. Algunos aún permanecen como parte de las propiedades comunales de los pueblos, otros se encuentran en manos de particulares, algunos resguardados en archivos y bibliotecas públicas, otros en el extranjero.

## Historia
Las primeras noticias provienen del siglo XVIII cuando el historiador italiano Lorenzo Boturini llevó a cabo en el centrosur de México investigaciones para los Condes de Moctezuma radicados en España. Entre sus pesquisas se topó con una serie de códices los cuales adquirió y estudio; estos códices fueron luego estudiados a mediados del siglo XX donde se declararon falsos en principio, ya que el tipo de caligrafía, algunos datos y el tipo de papel no se correspondía con el usado en el siglo XVI época de la que se suponían originarios.
En estudios posteriores se les fecha entre 1685 a 1703, por lo que no se les puede del todo considerar falsificaciones, se ha especulado sobre su creación ya que la gran mayoría tiene un significativo parecido en estilo y técnica, como el uso de papel amate de baja calidad en vez de papel europeo, tipos de letras, etc. Por esto se les ha considerado desde copias de documentos anteriores hasta creaciones mandadas a hacer en forma especial por los pueblos para luchar legalmente por la posesión de sus tierras.

## Algunos ejemplos
- Códice Cuajimalpa.
- Códice Santa María Tetelpan

Página 2 del códice Cuauhximalpan, Interpretación artística por estar muy deteriorada en original.

- Códice García Granados o Tlatelolco.[5]
- Códice san Francisco Xonacatlan.[6]
- Códice San Pedro Tototepec[7]
- Códice Techialoyan K (710), o de Santa María Calacohuayan o Códice Sutro[8]
- Códice San Antonio Techialoyan[9]